# Vera Dmitrievna Zaporozhskaia
Vera Dmitrievna Zaporozhskaia (russe : Виктор Александрович Запорожская), née en 1910 et morte en 1985, est une exploratrice et archéologue russe. 
Elle a traversé dans les années 1930 toute la Sibérie avec son mari Alekseï Okladnikov.

## Biographie
Épouse d'Alekseï Okladnikov, elle est son assistante dans toutes ses expéditions de la toundra du Taïmyr jusqu'aux déserts de l'Asie centrale. Dessinatrice, elle laisse des croquis précis sur les vêtements des tribus néolithiques de Sibérie et les habitations des chasseurs du Paléolithique supérieur. Le couple va découvrir des sites et des sépultures et démontrer que l'habitat est occupé depuis plus de 25 000 ans. En 1929, ils redécouvrent, après Gerhard Müller qui les avaient ignorés, les pétroglyphes de Chichkino. Ils publient ensemble en 1959 l'ouvrage Les dessins rupestres près du village de Chichkino et Véra collabore à tous les livres qu'elle supervise, de son mari. 
De 1947 à 1952, le couple va diriger autour du lac Baïkal et sur le cours supérieur de la Léna, l'expédition bouriate-mongole ainsi que le dix-neuvième détachement de l'expédition archéologique envoyée dans le sud du Turkménistan et au Tadjikistan. En 1953, ils entreprennent des études qui dureront dix ans sur les cultures primitives de l'Amour et de l'Extrême-Orient russe. A Ossinovka, ils découvrent un site du Paléolithique supérieur et sont les premiers à attester que des hommes ont vécu en Sibérie il y a 150 000-200 000 ans.
Leur fille E. A. Okladnikova, née en 1951, deviendra ethnographe et professeur à l'Université d'État de Saint-Pétersbourg.